# Cyrestis nivea
Cyrestis nivea е вид пеперуда от семейство Многоцветници (Nymphalidae). Видът не е застрашен от изчезване.

## Разпространение
Разпространен е в Бруней, Виетнам, Индонезия (Бали, Калимантан, Малки Зондски острови, Суматра и Ява), Малайзия (Западна Малайзия, Сабах и Саравак), Мианмар и Тайланд.